# Economía de Namibia
La economía de Namibia tiene un sector de mercado moderno, que produce la mayor parte de la riqueza del país, y un sector de subsistencia tradicional basado principalmente en la agricultura y el pastoreo. En cuanto a la fuerza laboral, Namibia tiene más de 200.000 trabajadores calificados y un número considerable de profesionales y administradores bien capacitados. 
El elevado PIB per cápita del país, en comparación con sus vecinos, oculta la segunda peor distribución de renta del mundo (solo por detrás de Sudáfrica), con un coeficiente de Gini de 59.3 según el informe del banco mundial del 2015.

## Integración regional
La economía del país posee fuertes vínculos con la de Sudáfrica y el dólar namibio sustituyó al rand sudafricano, que había sido el signo monetario vigente del país mientras que estaba bajo dominio de Sudáfrica, reemplazando al rand.

## Sectores económicos

### Minería
La minería corresponde al 8% del producto interno bruto, pero supone más del 50% de las exportaciones. Ricos yacimientos aluviales de diamante hacen del país uno de los principales productores de gemas brutas. Además, Namibia es el cuarto productor mundial de uranio, produciendo también zinc y oro en pequeña cantidad.

### Agricultura
Alrededor de un 50% de la población depende de la agricultura de subsistencia, pese a ello, la mayor parte de los alimentos deben ser importados. La mayoría de la población vive en ambientes rurales de bajos ingresos. La desigualdad económica no solo se ve reflejada en el alto índice Gini, sino también en la gran diferencia entre el mundo rural y el urbano. Aunque solo un 1% de la tierra del país es cultivable, en el 2004 la mitad de la población estaba empleada en la actividad agrícola.
El país importa casi el 50% de los cereales que necesita y durante las sequías la falta de alimentos en las zonas rurales es un problema considerable.